# 2016年7月喀布尔爆炸袭击
2016年7月23日，阿富汗首都喀布尔德玛赞区发生两起爆炸，当时什叶派哈扎拉族民众正在举行大规模游行集会，抗议阿富汗政府改变一条主要输电线的铺设路线。袭击造成至少80人死亡、260人受伤。伊斯兰国宣称对袭击负责。
本次袭击是2001年以来，阿富汗遭受的最惨重的袭击，也是伊斯兰国迄今为止在阿富汗制造的最大规模恐怖袭击。阿富汗总统阿什拉夫·加尼通过电视讲话宣布，次日（7月24日）为全国哀悼日，并宣布在楠格哈尔省展开军事行动，旨在消除该国的伊斯蘭國势力。

## 背景
哈扎拉族是阿富汗人口第三多民族，占阿富汗人口15%，是这个以逊尼派为主的国家中的什叶派。哈扎拉人曾在阿布杜爾·拉赫曼汗任阿富汗埃米尔時期遭受歧视和种族清洗。1990年代以来，哈扎拉人长期受到塔利班的迫害，数千名哈扎拉人被杀害。
TUTAP（土库曼斯坦 - 乌兹别克斯坦 - 塔吉克斯坦 - 阿富汗 - 巴基斯坦）是由亚洲开发银行和世界银行提供数百万美元支持，使得更多的阿富汗人使用上电力的项目。TUTAP项目的初步评估建议借道巴米扬省，哈扎拉人居住在该省的中部高地，但2013年该项目改道萨朗山口。
数千人参加了2016年7月23日的示威。示威07:00左右从喀布尔西部开始，在德玛赞广场结束，政府设置了集装箱和卡车，阻止示威者向总统府行进。抗议者计划示威结束后在总统府附近扎营。
游行之前，政府已经警告组织者，有可能发生袭击。

## 爆炸
14:30，在示威者游行结束回家时，两名武装分子引爆了炸弹腰带。安全机构声称曾收到情报警告有可能发生爆炸。有线电视新闻网的报道中，援引阿富汗警察的话说，第三名袭击者在引爆身上的爆炸物之前被击毙，虽然在伊斯兰国的声明中只宣称有两名袭击者为此负责。

### 肇事者
伊斯兰国通过其隶属的阿马克新闻社声称对袭击负责。据美国之声，ISIS的声明还称，袭击是为了警告哈扎尔人停止在叙利亚内战中與叙利亚政府並肩作戰。

## 反应

### 超国家机构
- 联合国 –秘书长潘基文和秘书长阿富汗问题副特别代表兼联合国阿富汗援助团代理负责人山本忠通，强烈谴责针对和平游行人群的自杀式恐怖爆炸袭击事件，袭击令人“令人愤慨和不可原谅”。[21][22]英文声明中称袭击为“卑鄙的罪行”（despicable crime）。[23][24]

### 各国
- 伊朗 –外交部长穆罕默德·贾瓦德·扎里夫谴责此次袭击，并向阿富汗政府和人民表示慰问。他说：“阿富汗恐怖袭击是ISIL恶行的一个实例：什叶派和逊尼派都是受害者，必须团结起来击败极端分子。”[25]
- 巴基斯坦 –总理纳瓦兹·谢里夫强烈谴责喀布尔袭击并对遇难者表示深切悲痛，并重申支持阿富汗政府和人民。[26]
- 印度 –总统慕克吉谴责事件的肇事者，对两起爆炸失去了他们心爱的人的生命的家属表示慰问，并祈祷伤员康复。[27]
- 美国 –白宫新闻秘书喬許·歐內斯特表示，美国“强烈”谴责发生在喀布尔的攻击，因为它是针对和平示威的人们。[28]

### 国内
在阿富汗比ISIL更强大的塔利班，否认参与袭击并在其网站上发表声明称袭击“点燃内战的阴谋”。